# Le Visiteur (film, 1991)
Pour les articles homonymes, voir Le Visiteur.
Pour plus de détails, voir Fiche technique et Distribution.
Le Visiteur (Agantuk) est un film indien réalisé par Satyajit Ray, en 1991.

## Synopsis
Un oncle, depuis longtemps parti à l'aventure, s'annonce pour une semaine. Sa nièce est ravie de le revoir, mais son mari fait obstacle craignant une imposture.

## Fiche technique
- Titre : Le Visiteur
- Titre original : Agantuk
- Réalisation : Satyajit Ray
- Scénario : Satyajit Ray (histoire originale et scénario)
- Production : Satyajit Ray, Gérard Depardieu, Daniel Toscan du Plantier
- Musique : Satyajit Ray
- Photographie : Barun Raha
- Montage : Dulal Dutta
- Décors : Ashoke Bose
- Création des costumes: Lalita Ray
- Maquillage : Ananta Das
- Format : Couleur - 35 mm - Son : mono
- Durée : 120 minutes
- Langue : Bengali
- Pays :  France /  Inde
- Budget : USD
- Dates de sortie : 
  - Japon : octobre 1991 au festival international du film de Tokyo
  - États-Unis : 22 mai 1992
  - France : 26 août 1992
  - Japon: 21 novembre 1992

## Distribution
- Depankar De : Sudhindra Bose
- Mamata Shankar : Anila Bose
- Utpal Dutt : Manomohan Mitra
- Dhritiman Chatterjee : Prithwish Sen Gupta
- Robi Ghosh : Ranjan Rakshit
- Subrata Chatterjee : Chhanda Rakshit
- Promode Ganguly : Tridib Mukherjee
- Ajit Banerjee : Sital Sarkar

## Distinctions
- Golden Lotus Award du meilleur réalisateur au National Film Awards en 1992
- Golden Lotus Award du meilleur film au National Film Awards en 1992
- Nomination pour Meilleur son d'ensemble: Toutes catégories dramatiques au Gémeaux Awards en 1992